# Vendargues
Vendargues è un comune francese di 5 553 abitanti situato nel dipartimento dell'Hérault nella regione dell'Occitania.
Situato a est di Montpellier, all'incrocio delle strade nazionali 110 (verso Sommières) e 113 (verso Lunel e Nîmes), questo comune è appartenuto alla zona, quindi alla Comunità d'agglomerazione della prefettura di Hérault.
L'importante zona industriale è situata nei settori est ed ovest della "X" formata dalle due strade nazionali. La zona industriale è ancora attiva, ma ostacolata dalla posizione dall'ingresso autostradale di Baillargues-Vendargues, che costringe gli autocarri ad attraversare la città lungo la strada nazionale 113 per giungervi.

## Società

### Evoluzione demografica
Abitanti censiti